# Děvčátko
Děvčátko je český film režiséra Benjamina Tučka z roku 2002, jedná se o jeho filmový debut.

## Ocenění
Jana Hubinská získala Českého lva za nejlepší ženský herecký výkon ve vedlejší roli, dále byl film nominován v kategorii nejlepší střih.

## Obsazení
| Dorota Nvotová     | Ema                 |
| Jana Hubinská      | Emina matka         |
| Ondřej Vetchý      | taxikář bez taxíku  |
| Dana Batulková     | Karlova matka       |
| Pavel Kikinčuk     | Karlův otec         |
| Lukáš Latinák      | Viktor              |
| Mario Kubaš        | Karel               |
| Martha Issová      | kadeřnice Věra      |
| Tatiana Vilhelmová | Marie               |
| Adéla Decastelová  | kadeřnice Magda     |
| Noel LeBon         | vedoucí secondhandu |
| Kamil Švejda       | moderátor           |